# Leica M1

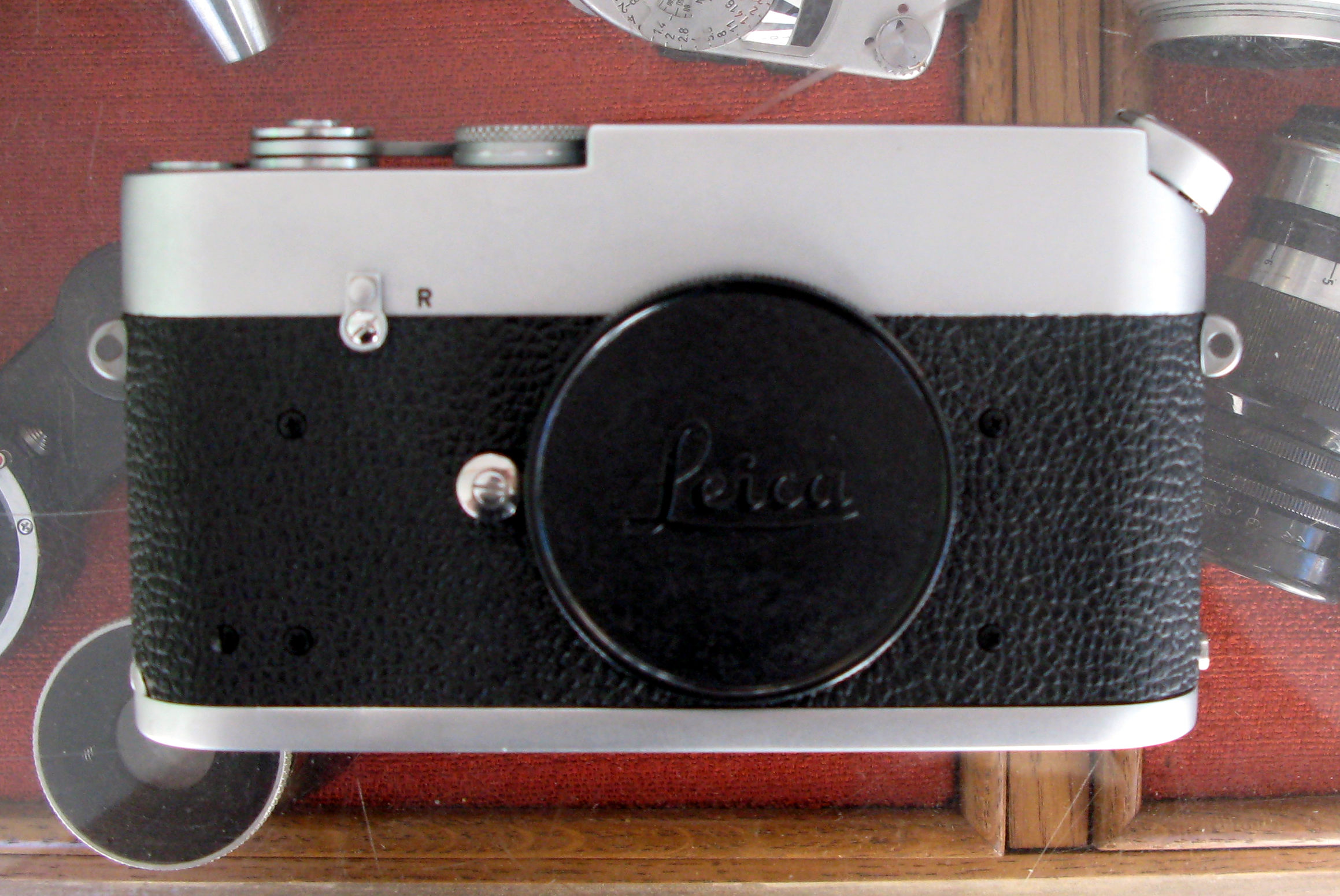
Leica MDa

La Leica M1 es una cámara de 35 mm lanzada por Leica en 1959. La M1 tiene un visor con el paralaje corregido, con frames para 35 y 50mm permanentemente expuestos. En total se fabricaron 9431.
La M1, la cual siguió el modelo M3 y más tarde el M2, era el cuerpo de cámara más barato y sencillo de Leica, un modelo simplificado M2 sin un medidor de distáncias. Fue pensada para ser utilizada para trabajos técnicos junto con el Visoflex, un espejo reflex acoplado que transforma una Leica M en una cámara reflex de una sola lente.
Varios modelos similares fueron hechos simultáneamente con los últimos modelos M de Leica:
- Leica MD, un simplificado M2
- Leica MDa, un simplificado M4
- Leica MD-2, un simplificado M4-2